# ویوان بهاتنا
ویوان بهاتنا (به انگلیسی: Vivan Bhatena) (زاده ۲۸ اکتبر ۱۹۷۸) بازیگر، مدل هندی است.
از فیلم‌های معروف او می‌توان به بازی در فیلم تلاش اشاره کرد.

## فیلم‌شناسی
فهرست برخی از فیلم‌هایی که ویوان بهاتنا در آنها به ایفای نقش پرداخته‌است:
- تلاش
- دوقلوها ۲
- کتی باتی
- داستان نفرت ۴
- کارتیک تماس کارتیک
- سوریاوانشی
- قهرمان